# Craig Mello
Craig Cameron Mello (New Haven, Connecticut, 1960. október 18. –) amerikai molekuláris biológus. 2006-ban Andrew Fire-ral közösen elnyerte a fiziológiai Nobel-díjat az RNS-interferencia jelenségének felfedezéséért.

## Tanulmányai
Craig Mello 1961. október 9-én született a connecticuti New Haven-ben James és Sally Mello négy gyereke közül a harmadikként. Nagyszülei apai ágon azori-szigeteki, illetve olasz; anyai ágon skót és angol származásúak voltak. Apja paleontológus volt, aki 1962-ben megszerezte a doktorátusát és a család a virginiai Falls Churchbe költözött, ahol James Mello az USA Geológiai Szolgálatánál kapott állást. Röviddel ezután megkapta a Smithsonian Természetrajzi Múzeum igazgatóhelyettesi pozícióját és Fairfaxba költöztek.
Craig az apja révén megszerette a természetjárást, fosszíliagyűjtést, bár az általános iskolában eléggé rosszul teljesített. A középiskolában érdeklődése még inkább a természettudományok irányába fordult és az érettségi után a Brown Egyetemen folytatta tanulmányait. Egy, az inzulin génjének klónozásáról szóló cikk hatására a molekuláris biológia felé fordult és 1982-ben biokémiából szerezte meg BSc oklevelét. Mesterképzésre a Coloradói Egyetemre jelentkezett, ahol molekuláris-, sejt- és fejlődésbiológiát tanult.
Egyetemi hallgatóként David Hirsh laboratóriumában kezdett el dolgozni a Caenorhabditis elegans fonálféreg genetikájával. Munkatársaival olyan mesterséges kromoszómák létrehozásán fáradozott, amellyel aztán idegen géneket tudtak volna bevinni a fonálféreg sejtjeibe. Miután Hirsch az iparban talált munkát, Mello a Harvard Egyetemen folytatta tanulmányait és kutatási témáját, ahol 1990-ben megszerezte PhD fokozatát. 

## Munkássága

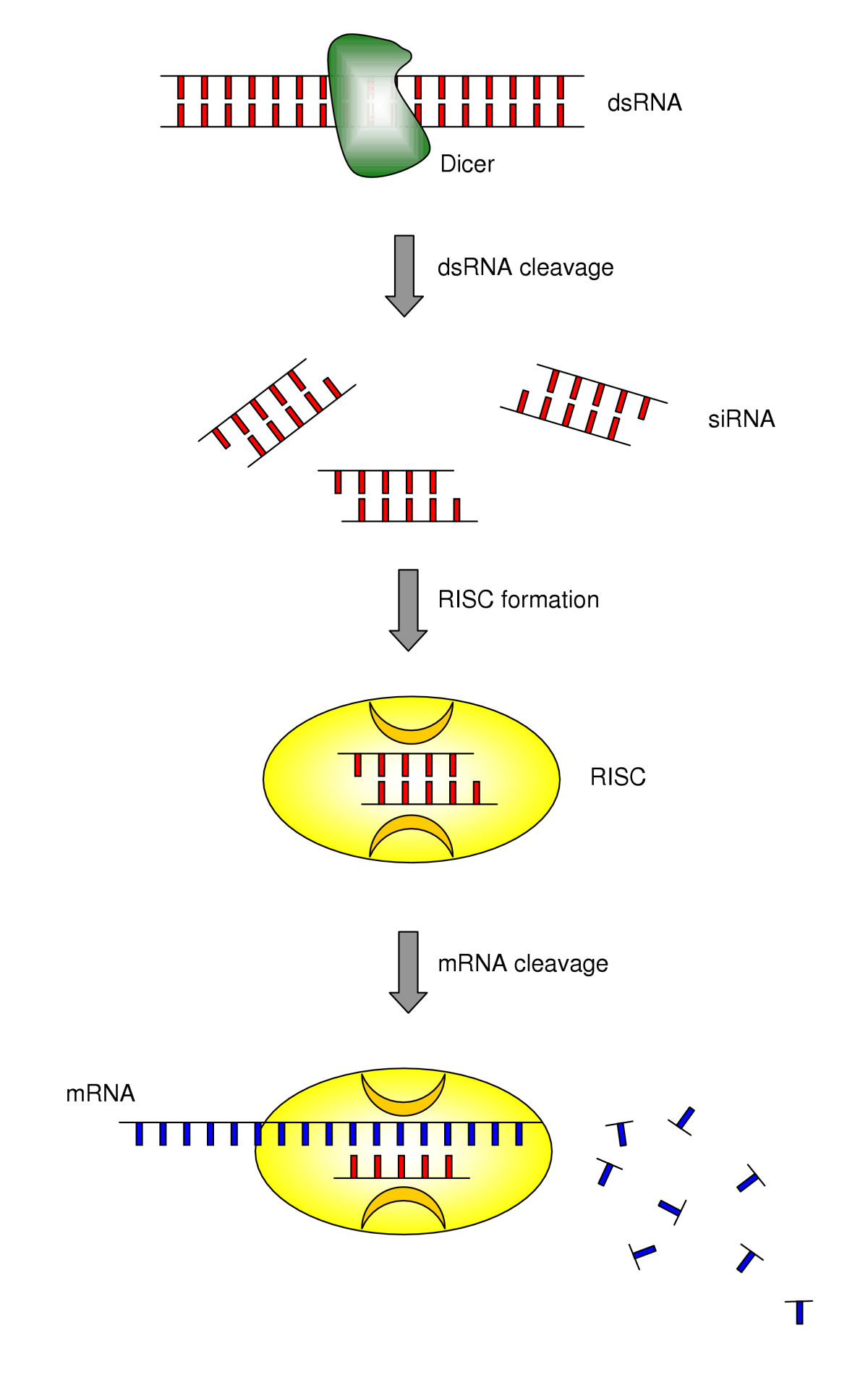
Az RNS-interferencia egyszerűsített folyamata

Mello a seattle-i Fred Hutchinson Rákkutató Központban helyezkedett el posztdoktori ösztöndíjjal. Itt a C. elegans korai egyedfejlődésének szabályozó génjeit kutatta. 1995-től a Massachusettsi Egyetem orvosi szakán oktatott molekuláris orvostant. Fonálféreggel folytatott kutatásai révén megismerkedett a baltimore-i Carnegie Intézetben dolgozó Andrew Fire-rel és közösen elkezdtek kifejleszteni egy olyan módszert, mivel idegen géneket lehetne bevinni a C. elegans-ba.
Mello és Fire a közös munka során felfedezte, hogy ha a genetikai információt nem DNS, hanem kettős szálú RNS formájában viszik  be a sejtbe, akkor az nemhogy nem fejeződik ki, hanem permanensen megakadályozza, hogy ugyanaz a gén később működni kezdhessen. A jelenséget RNS-interferenciának nevezték el. A későbbiekben kiderült, hogy a sejteken belül létezik egy mechanizmus (főleg vírusok ellen) amely a kettős szálú RNS-t kisebb darabokra vágja, ezeket magába építi és aztán a hasonló RNS-t már egyszálú, mRNS formában is lebontja. Mello és Fire a kezdetektől fogva felismerte, hogy a mechanizmust fel lehet használni tetszőleges gének kikapcsolására a sejten belül. Néhány éven belül kiderült, hogy a folyamat emlősök sejtjeiben is működik és kidolgozták a visszafordíthatóságának a módját is.
RNS-interferenciáról írt cikkük 1998-ban jelent meg a Nature-ben és azonnal nagy feltűnést keltett tudományos körökben. 2002-ben a Science magazin az év áttörésének nevezte a felfedezést. 2006-ban Mello és Fire megkapta az az évi fiziológiai Nobel díjat "az RNS-interferencia – kettős szálú RNS általi géncsendesítés – felfedezéséért".

## Elismerések

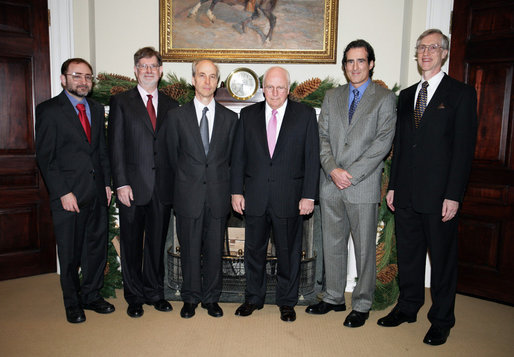
Dick Cheney alelnök a 2006-os év amerikai Nobel-díjasaival. Craig Mello jobbról a második

- 2003 a Nemzeti Tudományos Akadémia molekuláris biológiai díja
- 2003 a Rockefeller Egyetem Wiley-díja
- 2005 a Brandeis Egyetem Lewis S. Rosenstiel-díja
- 2005 a Gairdner Alapítvány Nemzetközi Díja
- 2005 Massry-díj
- 2006 Paul Ehrlich és Ludwig Darmstaedter-díj
- 2006 a Johnson & Johnson Dr. Paul Janssen-díja
- 2006 Fiziológiai és orvostudományi Nobel-díj

2005 óta tagja a Nemzeti Tudományos Akadémiának. A Brown Egyetem és a Simmons College díszdoktori címet adományozott neki.

## Családja
Mello 1992-ben feleségül vette Margaret Huntert, akitől Melissa lánya született. 1994-ben elváltak. 1998-ban újra megházasodott, Edit Kisst vette feleségül. Lányuk, Victoria 2000-ben született.